# Mystery meat navigation
Voorbeeld van MNM.
Aanklikken van Mare Humorum zonder over het hele beeld te hoveren is niet eenvoudig.

Mystery meat navigation (afgekort MMN) is een term uitgevonden en populair gemaakt door auteur, webdesigner en bruikbaarheidsanalist Vincent Flanders. Hij gebruikt de term om gebruikersinterfaces te omschrijven (voornamelijk in websites) waarbij het voor de gebruiker moeilijk is om te begrijpen waar hyperlinks naartoe verwijzen — of, in extreme gevallen, zelfs te zien waar de hyperlinks zich bevinden. De meest voorkomende vorm van MMN is een menu van iconen dat wordt vervangen door een verklarende tekst wanneer men er met de muis over zweeft.